# Komunistická strana Slovenska (1939–1948)
Komunistická strana Slovenska (zkratka KSS) byla komunistická strana na Slovensku, existující v letech 1939–1948 (v letech 1939–1944 v ilegalitě). Stranickými novinami byl deník Pravda.

## Historie
Strana byla založena v březnu 1939 při odtržení Slovenska a založení Slovenského státu. Vznikla osamostatněním slovenského křídla Komunistické strany Československa (KSČ).[zdroj?] Zpočátku působila se souhlasem Komunistické strany Sovětského svazu a Komunistické internacionály v ilegalitě. Po začátku Slovenského národního povstání v roce 1944 byla legalizována. Po ukončení druhé světové války a znovuobnovení Československa působila KSS jako samostatná politická strana, avšak zastávala stejnou politiku jako KSČ. Po komunistickém převratu došlo 28. září 1948 k jejímu sloučení do KSČ. V rámci ní působila KSS až do roku 1990 jako územní organizace na území Slovenska.

## Volební výsledky

### Volby do parlamentu Československa na Slovensku
| Volby | Hlasy      | Hlasy      | Mandáty | Mandáty | Pozice | Postavení |
| Volby | Abs.       | %          | Abs.    | ±       | Pozice | Postavení |
| ----- | ---------- | ---------- | ------- | ------- | ------ | --------- |
| 1946  | 489 586    | 30,4       | 21/69   | ▲21     | ▲2.    | Vláda     |
| 1948  | Součást NF | Součást NF | 54/71   | ▲33     | ▲1.    | Blok      |

### Volby do Slovenské národní rady
| Volby | Hlasy      | Hlasy      | Mandáty | Mandáty | Pozice | Postavení |
| Volby | Abs.       | %          | Abs.    | ±       | Pozice | Postavení |
| ----- | ---------- | ---------- | ------- | ------- | ------ | --------- |
| 1946  | 489 586    | 30,4       | 31/100  | ▲31     | ▲2.    | Vláda     |
| 1948  | Součást NF | Součást NF | 78/100  | ▲47     | ▲1.    | Blok      |